# 高橋克實
高橋 克實（1961年4月1日—），生於日本新潟縣三條市，演員，主持人。

## 生平
其父母經營雜貨店，販賣日常用品。在新潟縣立三條東高等學校畢業後，以準備大學聯考為由，至東京生活。雖然進入了私立大學，但中途休學。受吉田優作影響，參與舞台劇演出。1987年，加入劇團離風靈船。同年，也參與電影演出。
1993年演出NHK的電視連續劇，名聲漸漸打開。

## 私人生活與家庭
1995年與女演員與歌手兔本有紀結婚。兩人在1999年離婚。